# باور مردمی

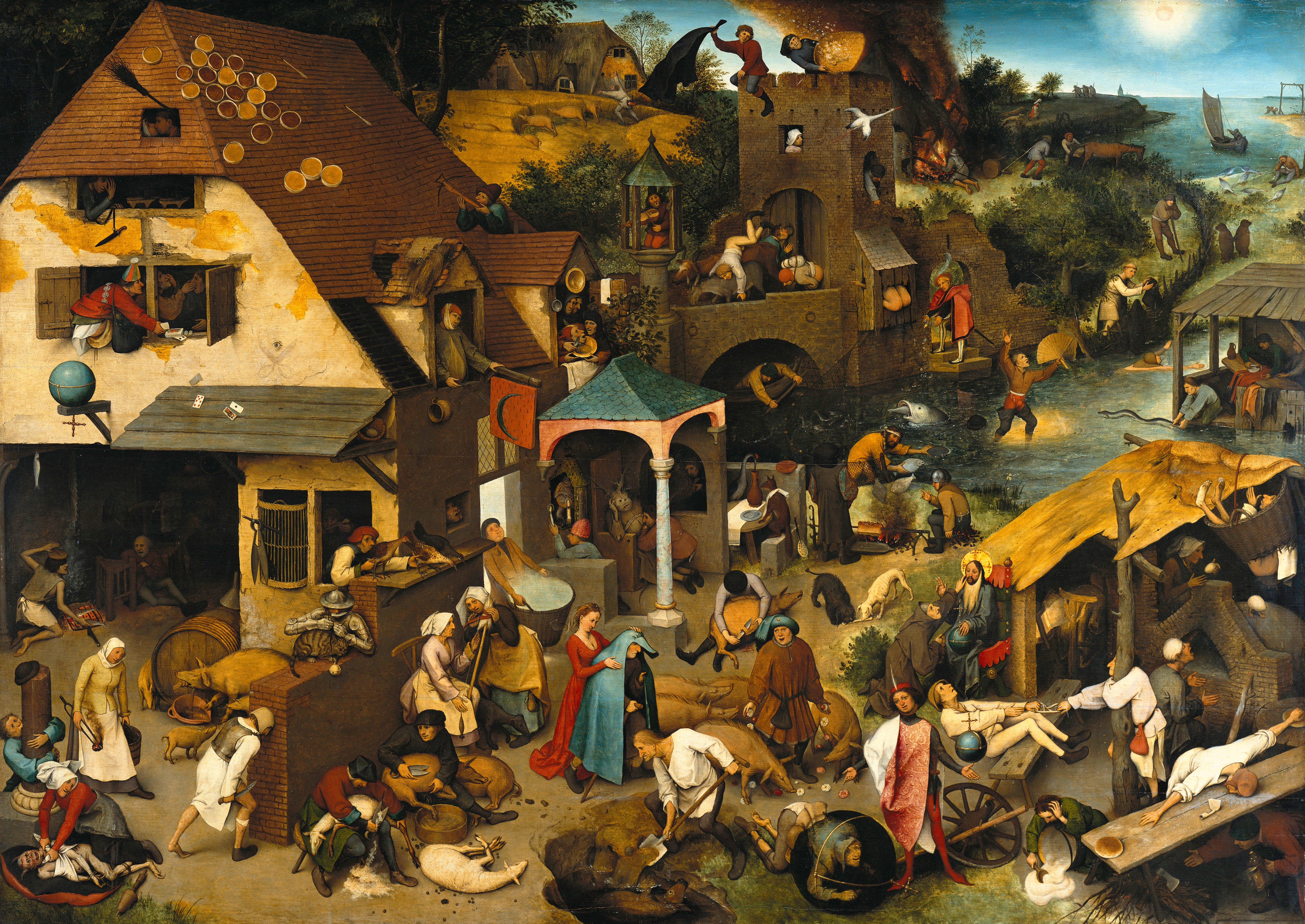
ضرب‌المثل هلندی اثر پیتر بروگل بزرگ، ۱۵۵۹

باورهای مردمی (به انگلیسی: Popular belief)، به عنوان یک رشته فرعی از علوم اجتماعی، مانند تاریخ و انسان‌شناسی، مورد بررسی قرار می‌گیرند که به بررسی باورهای معنوی می‌پردازد که نه مستقل از دین، بلکه در خارج از نهادهای مذهبی مستقر رشد می‌کنند. جنبه‌های تقوای مردمی، فولکلور تاریخی و خرافه‌های تاریخی برخی از موضوعات مورد بررسی است.